# Зумер

Позначення на схемі

Зумер (нім. Summer, від нім. summen — дзижчати)  — вібраційний невеликої потужності, перетворювач постійного струму у змінний, який завдяки вібрації контакту переривача видає своєрідне дзижчання — сигнал виклику абонента. 
Термін зазвичай використовується в зв'язку, зокрема в телефонії а саме це є «гудок» при піднятті  телефонної трубки. 